# Deudorix makala
Deudorix makala är en fjärilsart som beskrevs av Bethune-Baker 1908. Deudorix makala ingår i släktet Deudorix och familjen juvelvingar. Inga underarter finns listade i Catalogue of Life.